# Ian Ziering
Ian Andrew Ziering (Newark (New Jersey), 30 maart 1964) is een Amerikaans acteur. Hij werd bekend door zijn rol als Steve Sanders in de Amerikaanse serie Beverly Hills, 90210.
Ziering is de jongste uit een gezin van drie: hij heeft nog een broer en een zus. Vanaf 4 juli 1997 tot begin 2002 was Ziering getrouwd met Nathalie Schieler. Hij leerde haar kennen tijdens een aflevering van Beverly Hills, 90210 waarin zij een gastrol speelde.
Na Beverly Hills, 90210 had Ziering vele kleine rollen in Amerikaanse producties die in de Benelux, met uitzondering van CSI: NY, niet zo heel bekend zijn. In 2007 deed hij mee aan Dancing with the Stars, waar hij de halve finale bereikte. Van 2013 tot 2018 speelde hij mee in de Sharknado-filmsaga, waarin hij de rol van Fin Shepherd vertolkt.
In 2019 speelde hij een uitvergrote versie van zichzelf in BH90210, een televisieserie waarin de hoofdacteurs uit de originele Beverly Hills, 90210-serie proberen om de serie weer nieuw leven in te blazen.
In 2020 speelde hij een rol als zichzelf in de Netflixserie The Order.
Ziering is sinds 28 mei 2010 gehuwd met een verpleegster. Samen hebben ze twee dochters.
- Bibsys: 1483107587014
- Biblioteca Nacional de España: XX1167371
- Bibliothèque nationale de France: cb139888258 (data)
- Gemeinsame Normdatei: 1241355169
- International Standard Name Identifier: 0000 0000 5933 0240
- Library of Congress Control Number: no2005004470
- MusicBrainz: 823ac49e-951d-4906-a06c-27037da7f0c3
- Nationale Bibliotheek van Israël: 987009450789605171
- Virtual International Authority File: 74046799
- WorldCat: E39PBJrCgGG9J7btDyFrpT67pP